# Angélique Duchemin
Angélique Duchemin (Thuir, 26 giugno 1991 – Perpignano, 29 agosto 2017) è stata una pugile francese.
Nel 2013 si era laureata campionessa di Francia (titolo poi difeso nel 2015) nei pesi superpiuma, nel 2015 campionessa d'Europa sempre nei pesi superpiuma (titolo difeso nel 2017), e due anni più tardi, nel maggio 2017, campionessa del mondo WBF nei pesi piuma.
Pochi mesi dopo la vittoria del titolo, si sentì male durante un allenamento nella sua palestra di Thuir; morì all'ospedale di Perpignano probabilmente a causa di un'embolia polmonare.